# Go! Go! Ackman (film d'animation)
Pour plus de détails, voir Fiche technique et Distribution.
Go! Go! Ackman est un film d'animation japonais réalisé par Takahiro Imamura, sorti en 1994. 

## Synopsis
Ackman, un petit enfant démoniaque âgé de 200 ans, se réveille après avoir dormi pendant cinquante ans. Les membres de sa famille lui expliquent alors qu'il doit tuer des humains et de vendre leur âme au diable pour gagner des yens. Un ange tente de l’arrêter et cause finalement beaucoup plus de morts et de dégâts que le démon.

## Fiche technique
- Titre : Go! Go! Ackman
- Titre original : Go! Go! Ackman
- Réalisation : Takahiro Imamura
- Scénario : Takao Koyama d'après Go! Go! Ackman d'Akira Toriyama
- Directeur de l'animation : Naoki Miyahara
- Producteur : Kozo Morishita
- Directeur artistique : Ryuuji Yoshiike
- Société de production : Tōei Animation
- Pays d'origine : Japon
- Langue : japonais
- Format : Couleurs
- Genre : Comédie fantastique
- Dates de sortie : 28 juillet 1994 (Japon)

## Distribution
- Megumi Urawa : Ackman
- Yoko Teppouzuka : Tenshi
- Bin Shimada : Goldon
- Hisao Egawa : Yakimo Hyde
- Kouji Totani : Le père de Ackman
- Noriko Uemura : Joséphine
- Youko Kawanami : La mère de Ackman